# Chockdoktrinen

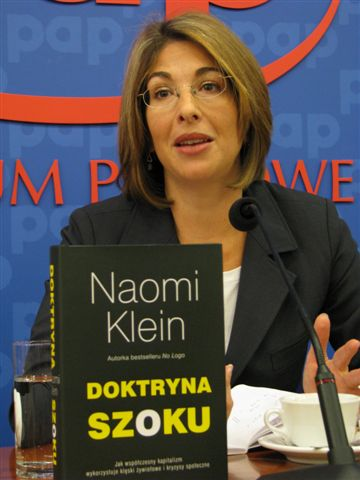
Naomi Klein med den polska utgåvan av Chockdoktrinen.

Chockdoktrinen (originaltitel: The Shock Doctrine) är en bok från 2007 av Naomi Klein. Titeln avser vad Klein tolkar som en central doktrin i den liberala nationalekonomen och statistikern Milton Friedmans livsverk. Klein menar att Friedman ansåg att liberala reformer bäst kan genomföras när individerna i ett samhälle befinner sig i ett tillstånd av chock, och således är desorienterade. Vidare skriver hon i sin bok att detta förfaringssätt har varit mycket utbrett, och spridits via Friedmans lärjungar vid Chicagoskolan. Det ska dessutom ha tillämpats i exempelvis Chile, Kina och Polen.

## Kritik

### Positiv
Paul B. Farrell från Dow Jones Business News har beskrivit boken som en av 2000-talets kanske viktigaste ekonomiska böcker. I den brittiska tidningen The Guardian skrev John Gray att The Shock Doctrine är en av få böcker som hjälper oss att förstå samtiden. Andra som skrivit positivt om boken är bland andra William S. Kowinski i San Francisco Chronicle och Ulrika Kärnborg i Dagens Nyheter. Boken blev också omnämnd i tidningen Village Voice som en av 2007 års bästa böcker

### Negativ
Boris Benulic och Johan Norberg framför i Allt om Naomi Kleins nakenchock kritik mot vad de anser är felaktigheter i Kleins bok. Naomi Klein bemötte kritiken på sin hemsida i artikeln "One Year After the Publication of The Shock Doctrine, A Response to the Attacks". Benulics och Norbergs påståenden tillbakavisas dock i den svenska debatten bland annat av Lars Pålsson Syll, professor i nationalekonomi vid Malmö högskola.[källa behövs]